# Sobradinho Esporte Clube
Le Sobradinho Esporte Clube, plus couramment abrégé en Sobradinho EC , est un club brésilien de football fondé en 1975 et basé à Brasilia dans le District fédéral.
Le club joue ses matchs à domicile au stade Augustinho-Lima.

## Palmarès
| Compétitions nationales                                    |
| ---------------------------------------------------------- |
| - Championnat de Brasilia (2) : - Champion : 1985 et 1986. |